# Piskent
Piskent (in russo Пскент, Pskent) è il capoluogo del distretto di Piskent, nella regione di Tashkent, in Uzbekistan. La città ha una popolazione di 30.830 (calcolati per il 2010). Si trova circa 50 km a sud di Tashkent.